# Westerngrund von Neuengronau und Breunings
Der Westerngrund von Neuengronau und Breunings ist ein Naturschutzgebiet und FFH-Gebiet auf dem Gebiet der Gemeinde Sinntal im Main-Kinzig-Kreis in Hessen. Das Naturschutzgebiet liegt westlich der Landesstraße L 3371 und westlich der beiden Sinntaler Ortsteile Neuengronau und Breunings entlang des Westernbaches.

## Bedeutung
Das 100,81 ha große Gebiet ist seit dem Jahr 1980 unter der Kennung 1435018 als Naturschutzgebiet ausgewiesen, seit 2008 als flächen- und namensgleiches FFH-Gebiet. Ziel des Naturschutzgebietes ist es, „den Westerngrund als ökologisch besonders wertvollen Talgrundbereich des hessischen Spessarts mit ungestörten Bachmäandern und einer zahl- und artenreichen wie auch vielgestaltigen Pflanzen- und Tierwelt zu erhalten und zu schützen.“